# قلعه‌نو (بیضا)
قلعه‌نو، روستایی در دهستان بیضا بخش مرکزی شهرستان بیضا در استان فارس ایران است.

## جمعیت
بر پایه سرشماری عمومی نفوس و مسکن در سال ۱۳۹۵، جمعیت این روستا برابر با ۴۵۹ نفر (۱۳۵ خانوار) بوده است.